# Condado de Harrison (Kentucky)
O Condado de Harrison é um dos 120 condados do estado americano de Kentucky. A sede do condado é Cynthiana, e sua maior cidade é Cynthiana. O condado possui uma área de 803 km² (dos quais 1 km² estão cobertos por água), uma população de 17 983 habitantes, e uma densidade populacional de 22 hab/km² (segundo o censo nacional de 2000). O condado foi fundado em 1794.